# 中島一
中島 一（なかじま はじむ、1925年（大正14年）11月22日 - 2012年（平成24年）6月11日）は、日本の政治家。彦根市長（3期）。

## 経歴
滋賀県守山市出身。旧制名古屋工業専門学校（現・名古屋工業大学）建築科卒業。旧建設省技官、滋賀県庁を経て、愛知工業大学教授に就任。

### 1993年彦根市長選挙
1993年（平成5年）に彦根市長選挙に立候補して、現職の獅山向洋、共産党の新人を破って初当選。
※当日有権者数：72,781人 最終投票率：-%（前回比：-pts）
| 候補者名 | 年齢 | 所属党派   | 新旧別 | 得票数   | 得票率 | 推薦・支持 |
| -------- | ---- | ---------- | ------ | -------- | ------ | ---------- |
| 中島一   | 67   | 無所属     | 新     | 22,399票 | 53.6%  | -          |
| 獅山向洋 | 52   | 無所属     | 現     | 16,743票 | 40.0%  | -          |
| 酒井紳一 | 34   | 日本共産党 | 新     | 2,680票  | 6.4%   | -          |

### 1997年彦根市長選挙
市長選に立候補して、無所属の新人、元職となった獅山、共産党の新人を破って再選を果たした。
※当日有権者数：77,223人 最終投票率：-%（前回比：-pts）
| 候補者名     | 年齢 | 所属党派   | 新旧別 | 得票数   | 得票率 | 推薦・支持 |
| ------------ | ---- | ---------- | ------ | -------- | ------ | ---------- |
| 中島一       | 71   | 無所属     | 現     | 19,027票 | 46.9%  | -          |
| 大森修太郎   | 58   | 無所属     | 新     | 12,089票 | 29.8%  | -          |
| 獅山向洋     | 56   | 無所属     | 元     | 6,831票  | 16.8%  | -          |
| 内田たかひで | 41   | 日本共産党 | 新     | 2,636票  | 6.5%   | -          |

### 2001年彦根市長選挙
市長選に立候補して、大久保貴ら無所属新人2人と共産党の新人1人を破って3選を果たした。
※当日有権者数：80,880人 最終投票率：-%（前回比：-pts）
| 候補者名 | 年齢 | 所属党派   | 新旧別 | 得票数   | 得票率 | 推薦・支持 |
| -------- | ---- | ---------- | ------ | -------- | ------ | ---------- |
| 中島一   | 75   | 無所属     | 現     | 16,915票 | 44.7%  | -          |
| 中居正威 | 58   | 無所属     | 新     | 10,104票 | 26.7%  | -          |
| 大久保貴 | 37   | 無所属     | 新     | 6,984票  | 18.4%  | -          |
| 山内善男 | 47   | 日本共産党 | 新     | 3,855票  | 10.2%  | -          |

2005年（平成17年）の選挙には立候補しなかった。同年5月9日に市長を退任した。

### 在任中の取り組み
市長在任中は、都市計画の専門家として、江戸時代の彦根城下町の街並みを再現した「夢京橋キャッスルロード」などの整備を進めた。また、平成の大合併の際には、周辺の豊郷町、甲良町、多賀町との1市3町での合併に取り組んだが、市民の意向調査で反対意見が多数を占め、失敗に終わった。
2012年6月11日、脳出血のため死去、86歳没。死没日をもって正五位に叙される。